# Kill the Buzz
Kill The Buzz, de son vrai nom Adithya Nanuru, est un DJ et producteur néerlandais né le 9 octobre 1987.

## Biographie
Longtemps associé au label Revealed Recordings, Kill The Buzz est connu pour ses titres aux styles Progressive House et Electro House et pour ses performances aux festivals Ultra Music Festival et Tomorrowland.
En 2017, il présente le titre Still The One en collaboration avec Hardwell, meilleur DJ du monde à deux reprises d'après le classement du magazine anglais DJ Mag.
En 2018, il sort diplômé de la Hogeschool à Rotterdam avec une spécialité économie et commerce.

## Discographie

### Singles
- 2012 : Party Hard
- 2013 : Shake
- 2013 : Bouncing Betty
- 2013 : Life Is Calling (avec JoeySuki)
- 2014 : Go There
- 2014 : Carbon
- 2014 : Rise Up (avec Mark Sixma)
- 2015 : Metric (avec Manse)
- 2015 : Don't Give Up (feat. David Spekter)
- 2015 : Dreamin' (avec Ralvero)
- 2016 : Galaxies
- 2016 : Once Upon A Time (avec Harrison)
- 2017 : B.A.S.E (avec Maddix)
- 2017 : Dirty Drums (avec Badd Dimes)
- 2017 : Still The One (avec Hardwell)
- 2018 : Two White Lies (avec Harrison et Leon Mallett)
- 2018 : Attack (Are You With Me) (avec Loris Cimino)
- 2019 : Know You (avec Doublefast et LUX)
- 2019 : Shy Away (avec Henao)
- 2019 : Live For You (avec Abe Stewart)
- 2019 : Black Butterflies (avec Doublefast et Heleen)

### Remixes
- 2013 : Kat Krazy - Siren (feat. elkka) (Kill The Buzz Remix)
- 2013 : Markus Schulz - Tempted (feat. Sarah Howells) (Kill The Buzz Remix)
- 2014 : Matisse & Sadko - We're Not Alone (Hi Scandinavia!) (feat. Ollie James) (Kill The Buzz Remix)
- 2014 : Morgan Page & Michael S - Against the World (Kill the Buzz Remix)
- 2015 : Tritonal feat. Jonathan Mendelsohn - Satellite (Kill the Buzz Remix)
- 2017 : Rico & Miella - Forever (Kill The Buzz Remix)
- 2019 : Mark Sixma - Way To Happiness (feat. Jonathan Mendelsohn) (Kill The Buzz Remix)